# 사법권의 독립
사법권의 독립(司法權－獨立) 또는 사법의 독립은 사법이 다른 정부 기관들과 여론등에 대해 독립되어야 한다는 개념이다. 즉, 법관이 행정권을 비롯하여  어떠한 국가기관에 의해서도 또 사법부 내의 상부로부터의 지휘·명령에 의해서도 영향을 받음이 없이 법관의 양심에 따라 재판을 행하는 것이다. 몽테스키외의 삼권분립의 사상에 유래하며 권력 분립의 개념에 중요하다.
수많은 국가들이 법관을 선정하거나 공평한 선택을 위한 각기 다른 수단을 통해 사법권의 독립 개념을 다룬다. 한 가지 방법은 법관에 종신직이나 긴 재임 기간을 부여함으로써 사법권의 독립을 제고하는 것이다. 이로써 법치주의와 사법 분리에 따라 이들이 사례를 결정하고 법원 명령을 취하는 것에서 이상적으로 해방시켜준다.(해당 결정이 정치적으로 대중적이지 못하거나 강력한 관심사에 의해 반대를 받는다고 하더라도) 이 개념은 18세기 잉글랜드로 거슬러 올라간다.

## 대한민국

### 판례
- 죄질이 서로 다른 둘 또는 그 이상의 범죄를 동일선상에 놓고 그 중 어느 한 범죄의 법정형을 기준으로 하여 단순한 평면적인 비교로써 다른 범죄의 법정형의 과중여부를 판정하여서는 안되고, 어느 범죄에 대한 법정형의 하한도 여러 가지 기준의 종합적 고려에 의해 정해지는 것으로서, 강도상해죄의 법정형의 하한을 살인죄의 그것보다 높였다고 해서 바로 헌법상의 합리성과 비례성의 원칙을 위배하였다고 볼 수는 없다. 법관이 형사재판의 양형에 있어 법률에 기속되는 것은 헌법 제103조의 규정에 따른 것으로서 헌법이 요구하는 법치국가원리의 당연한 귀결이며, 법관의 양형판단재량권 특히 집행유예 여부에 관한 재량권은 어떠한 경우에도 제한될 수 없다고 볼 성질의 것이 아니므로, 강도상해죄를 범한 자에 대하여는 법률상의 감경사유가 없는 한 집행유예의 선고가 불가능하도록 한 것이 사법권의 독립 및 법관의 양형판단재량권을 침해 내지 박탈하는 것으로서 헌법에 위반된다고는 볼 수 없다[2].
- 입법취지, 용어의 사전적 의미, 유사 사례에서의 법원의 법률해석 등을 종합하여 보면, 구법관징계법 제2조 제2호의 ‘법관이 그 품위를 손상하거나 법원의 위신을 실추시킨 경우’란 ‘법관이 주권자인 국민으로부터 수임받은 사법권을 행사함에 손색이 없는 인품에 어울리지 않는 행위를 하거나 법원의 위엄을 훼손하는 행위를 함으로써 법원 및 법관에 대한 국민의 신뢰를 떨어뜨릴 우려가 있는 경우’로 해석할 수 있고, 위 법률조항의 수범자인 평균적인 법관은 구체적으로 어떠한 행위가 여기에 해당하는지를 충분히 예측할 수 있으므로, 구 법관징계법 제2조 제2호는 명확성원칙에 위배되지 아니한다[3]
- 회사정리절차 개시와 진행의 여부를 실질적으로 금융기관의 의사에 종속시키는 위 규정은, 회사의 갱생가능성 및 정리계획의 수행가능성의 판단을 오로지 법관에게 맡기고 있는 회사정리법의 체계에 위반하여 사법권을 형해화시키는 것으로서, 지시로부터의 독립도 역시 그 내용으로 하는 사법권의 독립에 위협의 소지가 있다[4]

## 같이 보기
- 러시아의 사법제도
- 정치 부패
- 법치주의
- 권력 분립
- 법원조직법